# Knoflíkový akordeon

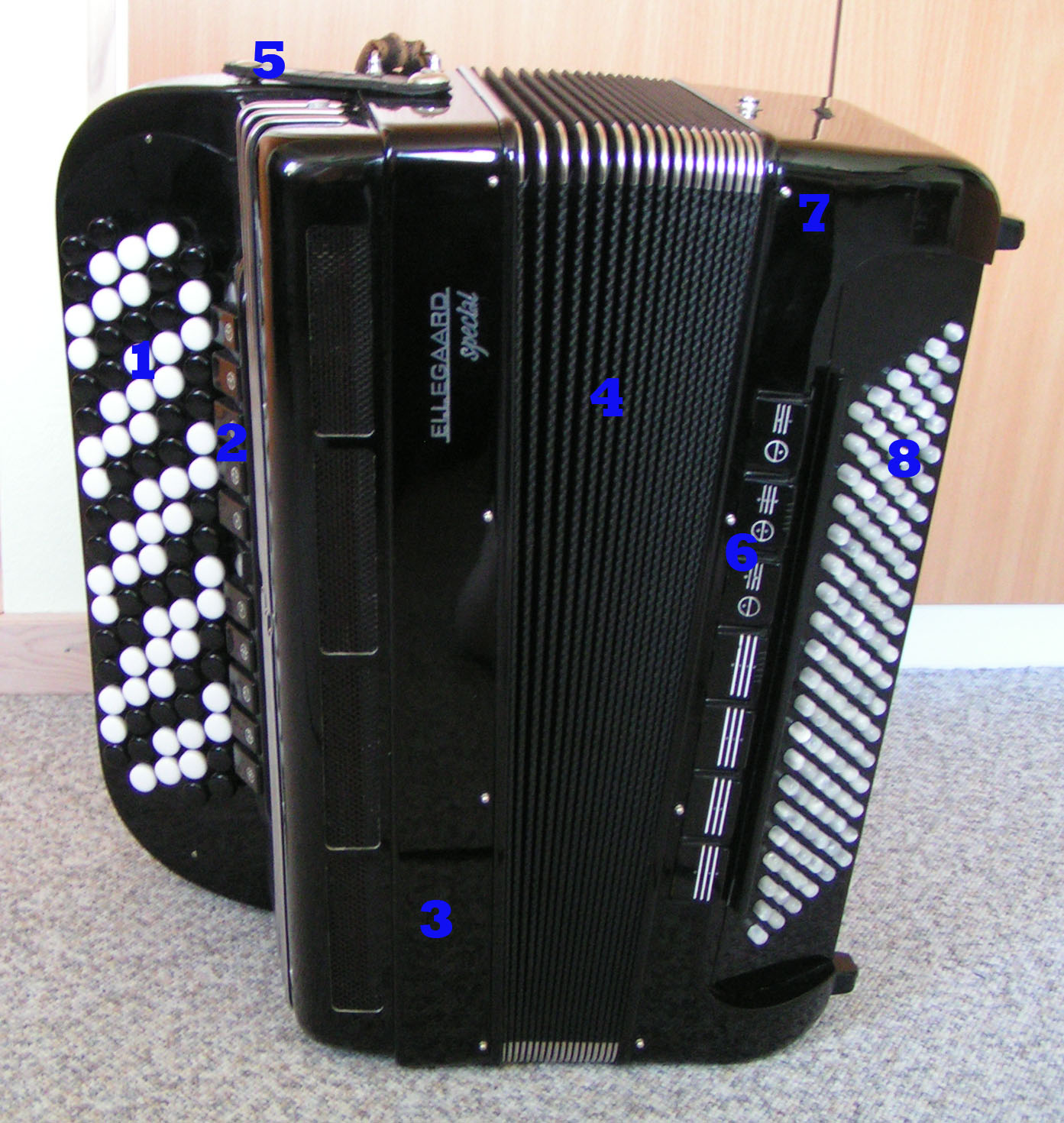
Knoflíkový akordeon

Knoflíkový akordeon a klávesový akordeon tvoří dvě varianty jednoho nástroje, mají stejnou stavbu i princip tvoření tónu. Liší se pouze způsobem uspořádáním tónů na hmatníku pravé ruky. Knoflíkový systém byl ve 20. letech 19. století původní podobou prvních nově vznikajících měchových jazýčkových nástrojů, ze kterých se vyvinuly jak dnešní diatonické harmoniky – melodeony (které si knoflíky jako řešení obou hmatníků zachovaly dodnes), tak i dnešní moderní akordeon, který z hlediska řešení pravé tastatury existuje ve dvou výše uvedených variantách, tedy jako nástroj klávesový nebo knoflíkový.

## Popis

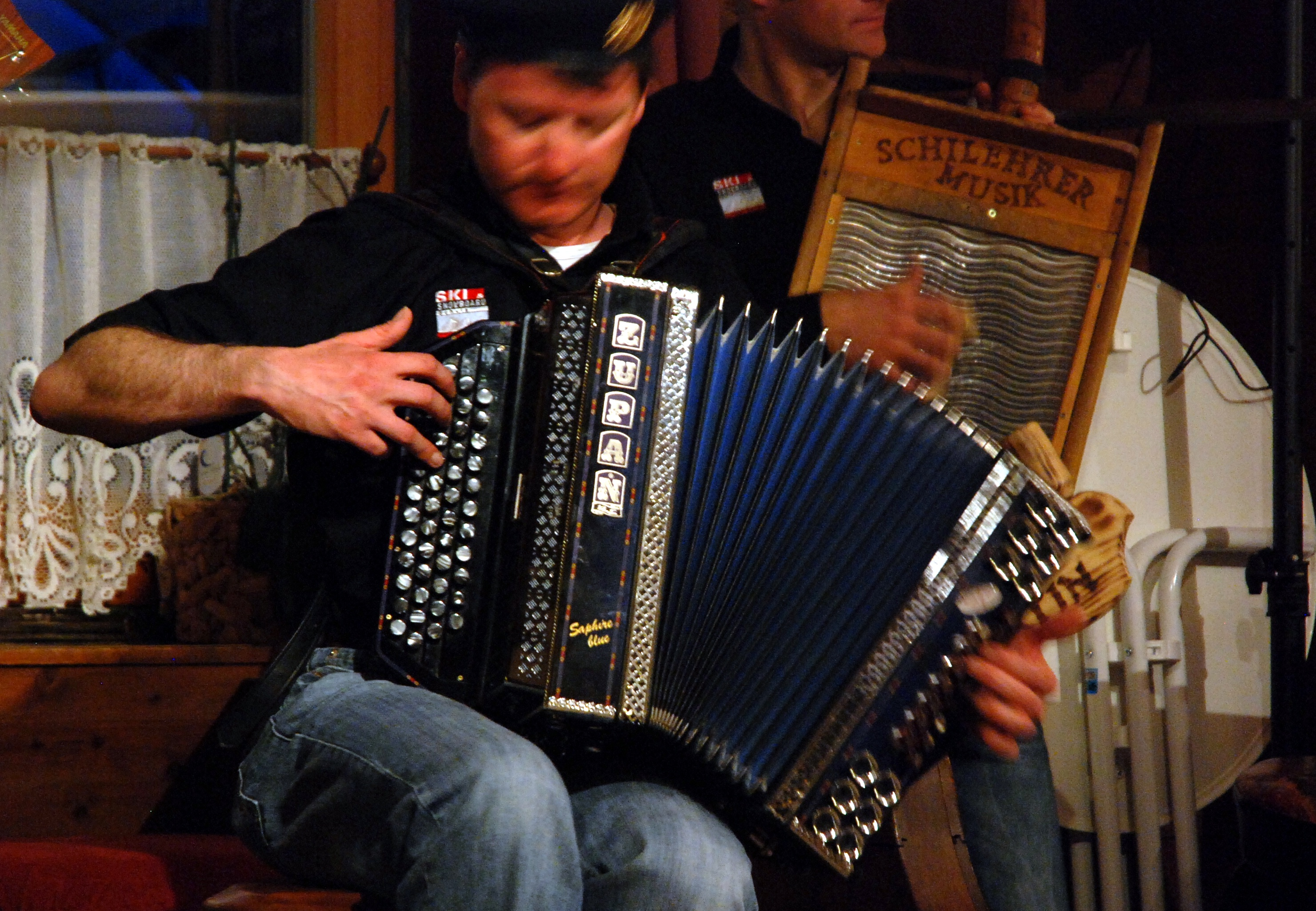
Hra na knoflíkový diatonický akordeon, konkrétně na tzv. heligonku

Knoflíkový akordeon, také lidově označovaný jako „chromatika“ nebo „knoflíkovka“, má ovšem oproti akordeonu klávesovému celou řadu předností. Systém uspořádání do „tlačítek“, která jsou všechna blízko při sobě, je výhodný pro fyziognomii lidské ruky (podívejme se na psací stroj nebo klávesnici počítače). Umožňuje její přirozené postavení a volné držení, což může vést k pohyblivější a uvolněnější technice. Díky řazení knoflíků je možné s minimálním rozpětím prstů obsáhnout velký rozsah – pokud hráč na klávesách obsáhne rukou oktávu, na knoflíkách to budou dvě oktávy a půl. To mimo jiné ulehčuje hru některých dvojhmatů a akordů. Všechny knoflíky jsou položeny ve stejné výšce, není tedy rozdíl, hrajeme-li základní nebo zvýšené či snížené tóny. Knoflíkový akordeon má možnost plynulé a automatické transpozice a možnost pohybu pravé ruky v libovolných tóninách, bez rozdílu prstokladu oproti tóninám s nižším počtem křížků nebo bé. A v neposlední řadě – knoflíkové nástroje mají díky způsobu uspořádání tónů na hmatníku oproti klávesovým akordeonům podstatně menší velikost při stejném nebo větším tónovém rozsahu.

## Řazení knoflíků

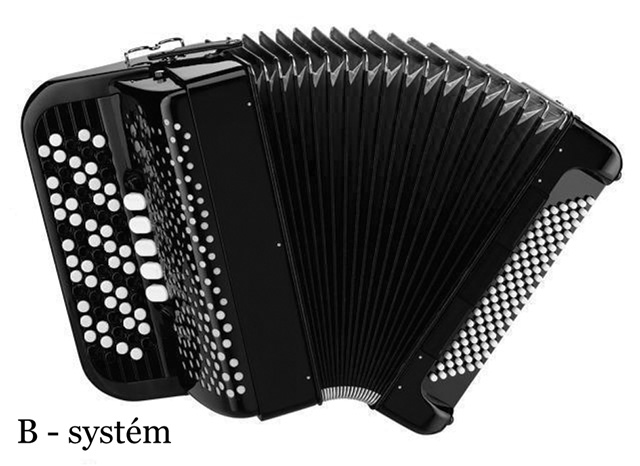
B-systém

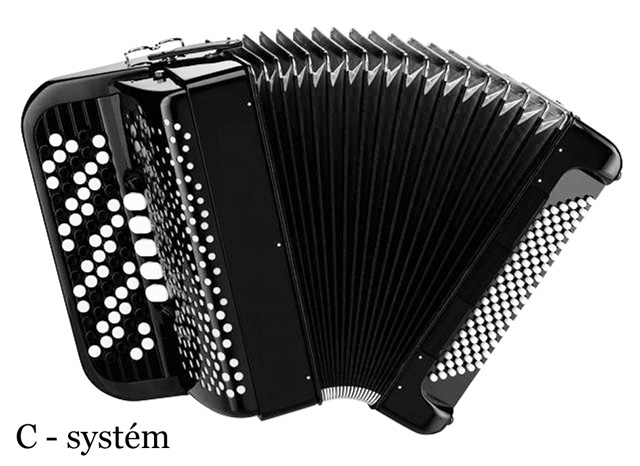
C-systém

Knoflíky na knoflíkovém akordeonu jsou uspořádány velice logickým způsobem, a to do řad.
U knoflíkových akordeonů se ve světě setkáváme s hned několika systémy řazení knoflíků na tastatuře (klaviatuře). Dva nejčastější z nich jsou takzvaný B-systém (zvaný také B-Griff) a C-systém (C-Griff). U obou typů jsou knoflíky uspořádány ve třech základních řadách a jedné až dvou řadách pomocných (které jsou opakováním 1. a 2. řady) – nejmenší typ nástroje má 3 řady, větší 4 a největší celkem 5 řad. Své názvy získaly oba systémy podle tónu položeného na kraji tastatury – v první řadě (nejdál od měchu); C-systém má v první řadě tón C, B-systém tón H (který je v anglickém názvosloví označován jako “B“). Každý typ užívá jiný prstoklad, zásadnější rozdíly kromě odlišného seřazení tónů, například v obtížnosti techniky hry, však mezi nimi nejsou. Odlišné je geografické rozšíření obou systémů – zatímco na B-Griff se hraje především v zemích směrem na východ od České republiky (a tento systém je v době vzniku této školy také více obvyklým i u nás), převládajícím systémem v zemích západních je C-Griff.
V současné době mají začátečníci možnost učit se hrát na knoflíkový akordeon podle učebnice Jany Bezpalcové: Škola hry na knoflíkový akordeon.